# (36654) 2000 QD202
2000 QD202 (asteroide 36654) é um asteroide da cintura principal. Possui uma excentricidade de 0.09554190 e uma inclinação de 3.15112º.
Este asteroide foi descoberto no dia 29 de agosto de 2000 por LINEAR em Socorro.